# Vanilla parvifolia
Vanilla parvifolia Barb.Rodr., 1882 è una pianta della famiglia delle Orchidacee, originaria dell'America Meridionale.

## Descrizione
V. parvifolia è un'orchidea di taglia grande, che cresce epifita. Lo stelo, a crescita monopodiale, è sottile e sinuoso e porta  foglie distanziate di forma ellittica ad apice acuto, brevemente picciolate, di dimensione via via minore procedendo verso l'apice dello stelo. La fioritura avviene mediante infiorescenze terminali a racemo, portanti alcuni fiori. Questi sono molto appariscenti, grandi mediamente 7.5 centimetri..

## Distribuzione e habitat
V. parvifolia   è una pianta originaria del Sud America, in particolare del Sud del Brasile e del Paraguay, dove cresce epifita.